# Джонні Морріс
Джон Морріс (англ. John Morris; 27 вересня 1923, Манчестер — 6 квітня 2011, там само), більш відомий як Джонні Морріс — англійський футболіст.
Джонні почав кар'єру в клубі «Манчестер Юнайтед» в 1946 році. У 1948 році він допоміг клубу виграти Кубок Англії. Всього за «Юнайтед» він провів 92 матчі, в яких забив 35 м'ячів. У 1949 році він перейшов в клуб «Дербі Каунті» за 24 тис. фунтів, що стало на той момент трансферним рекордом, а в 1952 році — у «Лестер Сіті», де і завершив свою кар'єру футболіста.
Також Джонні забив 3 голи в 3 матчах за збірну Англії.
Морріс помер у будинку для престарілих в Манчестері 6 квітня 2011 року у віці 87 років.

## Титули і досягнення
- Володар Кубка Англії (1):

«Манчестер Юнайтед»: 1947/48